# Сезар (кинопремия, 1982)
7-я церемония вручения наград премии «Сезар» (также известной как Ночь Сезара (фр. Nuit des César)) за заслуги в области французского кинематографа за 1981 год состоялась 27 февраля 1982 года в концертном зале Плейель (Париж, Франция). Президентом церемонии стал американский актёр, режиссёр и сценарист Орсон Уэллс.
С этого года вручаются награды начинающему режиссёру, в новой категории «Лучшая дебютная работа» (фр. Meilleure Première Oeuvre).

## Список лауреатов и номинантов
Количество наград/номинаций:
- 0/10: «Безупречная репутация»
- 4/8: «Под предварительным следствием»
- 2/6: «Борьба за огонь»
- 4/5: «Дива»
- 1/5: «Странное дело»
- 1/4: «Мальвиль»
- 0/4: «Одни и другие»
- 0/2: «Соседка» / «Отель „Америка“»
- 1/1: «Одержимая» / «Репортёры» / «Фотографии Аликс» / «La tendresse du maudit» / «Человек-слон»

### Основные категории
• Победители выделены отдельным цветом. 
| Категории                                                                              | Лауреаты и номинанты                                                                                      | Лауреаты и номинанты                                                                 |
| -------------------------------------------------------------------------------------- | --- | ------------------------------------------------------------------------------------ |
| Лучший фильм                                                                           | • Борьба за огонь / La Guerre du feu (режиссёр: Жан-Жак Анно)                                             | • Борьба за огонь / La Guerre du feu (режиссёр: Жан-Жак Анно)                        |
| Лучший фильм                                                                           | • Безупречная репутация / Coup de torchon (режиссёр: Бертран Тавернье)                                    |                                                                                      |
| Лучший фильм                                                                           | • Под предварительным следствием / Garde à vue (режиссёр: Клод Миллер)                                    |                                                                                      |
| Лучший фильм                                                                           | • Одни и другие (Болеро) / Les Uns et les Autres (режиссёр: Клод Лелуш)                                   |                                                                                      |
| Лучший режиссёр                                                                        | | • Жан-Жак Анно за фильм Борьба за огонь                                              |
| Лучший режиссёр                                                                        | • Бертран Тавернье — «Безупречная репутация»                                                              |                                                                                      |
| Лучший режиссёр                                                                        | • Клод Миллер — «Под предварительным следствием»                                                          |                                                                                      |
| Лучший режиссёр                                                                        | • Пьер Гранье-Дефер — «Странное дело»                                                                     |                                                                                      |
| Лучший актёр                                                                           | | • Мишель Серро — «Под предварительным следствием» (за роль нотариуса Жерома Мартино) |
| Лучший актёр                                                                           | • Патрик Девер — «Отчим» (фр.) (за роль Реми)                                                             |                                                                                      |
| Лучший актёр                                                                           | • Филипп Нуаре — «Безупречная репутация» (за роль Люсьена Кордье)                                         |                                                                                      |
| Лучший актёр                                                                           | • Мишель Пикколи — «Странное дело» (за роль Бертрана Малаи)                                               |                                                                                      |
| Лучшая актриса                                                                         | | • Изабель Аджани — «Одержимая» (за роль Анны)                                        |
| Лучшая актриса                                                                         | • Фанни Ардан — «Соседка» (за роль Матильды Бошар)                                                        |                                                                                      |
| Лучшая актриса                                                                         | • Катрин Денёв — «Отель „Америка“» (фр.) (за роль Элен)                                                   |                                                                                      |
| Лучшая актриса                                                                         | • Изабель Юппер — «Безупречная репутация» (за роль Розы)                                                  |                                                                                      |
| Лучший актёр второго плана                                                             | | • Ги Маршан — «Под предварительным следствием» (за роль инспектора Марселя Бельмона) |
| Лучший актёр второго плана                                                             | • Жерар Ланвен — «Странное дело» (за роль Луи Колина)                                                     |                                                                                      |
| Лучший актёр второго плана                                                             | • Жан-Пьер Марьель — «Безупречная репутация» (за роль Перона)                                             |                                                                                      |
| Лучший актёр второго плана                                                             | • Эдди Митчелл — «Безупречная репутация» (за роль Ноно)                                                   |                                                                                      |
| Лучшая актриса второго плана                                                           | | • Натали Бай — «Странное дело» (за роль Нины Колин)                                  |
| Лучшая актриса второго плана                                                           | • Стефан Одран — «Безупречная репутация» (за роль Югетт Кордье)                                           |                                                                                      |
| Лучшая актриса второго плана                                                           | • Сабин Одепен (фр.) — «Отель „Америка“» (за роль Элизы Тиссеран)                                         |                                                                                      |
| Лучшая актриса второго плана                                                           | • Вероник Сильвер (фр.) — «Соседка» (за роль мадам Одиль Жюв)                                             |                                                                                      |
| Лучший сценарий, диалоги и адаптация (фр. Meilleur Scénario, Dialogue ou Adaptation)   | | • Мишель Одиар, Жан Эрман и Клод Миллер — «Под предварительным следствием»           |
| Лучший сценарий, диалоги и адаптация (фр. Meilleur Scénario, Dialogue ou Adaptation)   | • Жан Оранш (фр.) и Бертран Тавернье — «Безупречная репутация»                                            |                                                                                      |
| Лучший сценарий, диалоги и адаптация (фр. Meilleur Scénario, Dialogue ou Adaptation)   | • Жерар Браш — «Борьба за огонь»                                                                          |                                                                                      |
| Лучший сценарий, диалоги и адаптация (фр. Meilleur Scénario, Dialogue ou Adaptation)   | • Кристофер Франк (фр.), Пьер Гранье-Дефер и Жан-Марк Робер — «Странное дело»                             |                                                                                      |
| Лучшая музыка к фильму                                                                 | | • Владими́р Косма́ за музыку к фильму «Дива»                                           |
| Лучшая музыка к фильму                                                                 | • Филипп Сард — «Борьба за огонь»                                                                         |                                                                                      |
| Лучшая музыка к фильму                                                                 | • Эннио Морриконе — «Профессионал»                                                                        |                                                                                      |
| Лучшая музыка к фильму                                                                 | • Франсис Ле и Мишель Легран — «Одни и другие»                                                            |                                                                                      |
| Лучший монтаж                                                                          | • Альбер Юргенсон (фр.) — «Под предварительным следствием»                                                | • Альбер Юргенсон (фр.) — «Под предварительным следствием»                           |
| Лучший монтаж                                                                          | • Арман Псенни — «Безупречная репутация»                                                                  |                                                                                      |
| Лучший монтаж                                                                          | • Софи Бод и Хью Дармо — «Одни и другие»                                                                  |                                                                                      |
| Лучший монтаж                                                                          | • Анри Ланоэ (фр.) — «Мальвиль»                                                                           |                                                                                      |
| Лучшая работа оператора                                                                | • Филипп Руссело — «Дива»                                                                                 | • Филипп Руссело — «Дива»                                                            |
| Лучшая работа оператора                                                                | • Брюно Нюиттен — «Под предварительным следствием»                                                        |                                                                                      |
| Лучшая работа оператора                                                                | • Клод Агостини (фр.) — «Борьба за огонь»                                                                 |                                                                                      |
| Лучшая работа оператора                                                                | • Жан Пензер (фр.) — «Мальвиль»                                                                           |                                                                                      |
| Лучшие декорации (фр. Meilleurs Décors)                                                | • Макс Дуи — «Мальвиль»                                                                                   | • Макс Дуи — «Мальвиль»                                                              |
| Лучшие декорации (фр. Meilleurs Décors)                                                | • Александр Траунер — «Безупречная репутация»                                                             |                                                                                      |
| Лучшие декорации (фр. Meilleurs Décors)                                                | • Хилтон МакКоннико (англ.) — «Дива»                                                                      |                                                                                      |
| Лучшие декорации (фр. Meilleurs Décors)                                                | • Брайан Моррис (англ.) — «Борьба за огонь»                                                               |                                                                                      |
| Лучший звук                                                                            | • Жан-Пьер Ру (фр.) — «Дива»                                                                              | • Жан-Пьер Ру (фр.) — «Дива»                                                         |
| Лучший звук                                                                            | • Поль Лайне (фр.) — «Под предварительным следствием»                                                     |                                                                                      |
| Лучший звук                                                                            | • Пьер Гаме (фр.) — «Мальвиль»                                                                            |                                                                                      |
| Лучший звук                                                                            | • Харольд Мори (фр.) — «Одни и другие»                                                                    |                                                                                      |
| Лучшая дебютная работа (фр. Meilleure Première Oeuvre)                                 | • «Дива» — режиссёр: Жан-Жак Бенекс                                                                       | • «Дива» — режиссёр: Жан-Жак Бенекс                                                  |
| Лучшая дебютная работа (фр. Meilleure Première Oeuvre)                                 | • «Садовник» (фр.) — режиссёр: Жан-Пьер Сантье (фр.)                                                      |                                                                                      |
| Лучшая дебютная работа (фр. Meilleure Première Oeuvre)                                 | • «Снег» (фр.) — режиссёры: Жюльет Берто и Жан-Анри Роже (фр.)                                            |                                                                                      |
| Лучшая дебютная работа (фр. Meilleure Première Oeuvre)                                 | • «Мужское дело» — режиссёр: Николя Рибовски (фр.)                                                        |                                                                                      |
| Лучший короткометражный документальный фильм (фр. Meilleur Court-métrage documentaire) | • Репортёры / Reporters (режиссёр: Раймон Депардон)                                                       | • Репортёры / Reporters (режиссёр: Раймон Депардон)                                  |
| Лучший короткометражный документальный фильм (фр. Meilleur Court-métrage documentaire) | • Ci-gisent (режиссёр: Valérie Moncorgé)                                                                  |                                                                                      |
| Лучший короткометражный документальный фильм (фр. Meilleur Court-métrage documentaire) | • Solange Giraud, née Tache (режиссёр: Симона Биттон)                                                     |                                                                                      |
| Лучший короткометражный игровой фильм (фр. Meilleur Court-métrage de fiction)          | • Фотографии Аликс / Les photos d'Alix (режиссёр: Жан Эсташ (посмертно))                                  | • Фотографии Аликс / Les photos d'Alix (режиссёр: Жан Эсташ (посмертно))             |
| Лучший короткометражный игровой фильм (фр. Meilleur Court-métrage de fiction)          | • Cher Alexandre (режиссёр: Энн Лемоньер)                                                                 |                                                                                      |
| Лучший короткометражный игровой фильм (фр. Meilleur Court-métrage de fiction)          | • Le rat noir d'Amérique (режиссёр: Жером Энрико)                                                         |                                                                                      |
| Лучший короткометражный игровой фильм (фр. Meilleur Court-métrage de fiction)          | • Le concept subtil (режиссёр: Жерар Кравчик)                                                             |                                                                                      |
| Лучший короткометражный анимационный фильм (фр. Meilleur Court-métrage d'animation)    | • La tendresse du maudit (режиссёр: Жан-Мануэль Коста)                                                    | • La tendresse du maudit (режиссёр: Жан-Мануэль Коста)                               |
| Лучший короткометражный анимационный фильм (фр. Meilleur Court-métrage d'animation)    | • L'échelle (режиссёр: Ален Угетто)                                                                       |                                                                                      |
| Лучший короткометражный анимационный фильм (фр. Meilleur Court-métrage d'animation)    | • Три настроения / Trois thèmes (режиссёр: Александр Алексеев)                                            |                                                                                      |
| Лучший иностранный фильм                                                               | • Человек-слон / The Elephant Man (США, режиссёр: Дэвид Линч)                                             | • Человек-слон / The Elephant Man (США, режиссёр: Дэвид Линч)                        |
| Лучший иностранный фильм                                                               | • Человек из железа / Człowiek z żelaza (Польша, режиссёр: Анджей Вайда)                                  |                                                                                      |
| Лучший иностранный фильм                                                               | • Фальшивка / Die Fälschung (ФРГ, режиссёр: Фолькер Шлёндорф)                                             |                                                                                      |
| Лучший иностранный фильм                                                               | • Индиана Джонс: В поисках утраченного ковчега / Raiders of the Lost Ark (США, режиссёр: Стивен Спилберг) |                                                                                      |

### Специальные награды
| Награда          | Лауреаты            |
| ---------------- | ------------------- |
| Почётный «Сезар» | • Жорж Дансижер     |
| Почётный «Сезар» | • Александр Мнушкин |
| Почётный «Сезар» | • Жан Нени (фр.)    |
| Почётный «Сезар» | • Анджей Вайда      |